# 331 (عدد)
 331 هو عدد صحيح، يلي العدد 330 ويسبق العدد 332.

## في الرياضيات

### خصائص
- عدد طبيعي.[3]
- عدد فردي.[4][5]
- عدد موجب،[6] السالب منه هو - 331.[7]

## في التاريخ
- 331 هـ هي سنة في التقويم الهجري.
- هي سنة  331 م في التقويم الميلادي.

## وصلات خارجية
الأعداد الصاتمة، ديوان اللغة العربية.